# Dear Darlin'
Dear Darlin' is een nummer van de Britse zanger Olly Murs uit 2013. Het is de derde single zijn derde studioalbum Right Place Right Time.
"Dear Darlin'" wordt beschreven vanuit een man die zijn ex-vrouw mist, nadat zij hem heeft verlaten. De tekst van het nummer is een brief van de ik-figuur aan zijn ex-vrouw. Het nummer werd in diverse landen een hit. In het Verenigd Koninkrijk bereikte het nummer de 5e positie. In Nederland moest het nummer het echter met een 9e positie in de Tipparade stellen, en in Vlaanderen met een 63e positie in de Tipparade.